# Kim Dunn
Kim Dunn (* 1981) ist eine ehemalige kanadische Snowboarderin. Sie startete in den Disziplinen Halfpipe und Snowboardcross.

## Werdegang
Dunn nahm im Dezember 1997 in Whistler erstmals am Snowboard-Weltcup der FIS teil, wobei sie den 25. Platz in der Halfpipe errang. Bei den Juniorenweltmeisterschaften 1998 in Chamrousse gewann sie die Goldmedaille in der Halfpipe. In der Saison 1998/99 wurde sie kanadische Meisterin im Snowboardcross und kam mit zwei sechsten Plätzen auf den 25. Platz im Halfpipe-Weltcup sowie auf den 22. Rang im Snowboardcross-Weltcup. Bei den Juniorenweltmeisterschaften 1999 auf der Seiser Alm belegte sie den sechsten Platz in der Halfpipe. In der folgenden Saison erreichte sie in Whistler mit dem zweiten Platz in der Halfpipe ihre einzige Podestplatzierung im Weltcup und errang zum Saisonende den 22. Platz im Halfpipe-Weltcup. Bei den Juniorenweltmeisterschaften 2000 in Berchtesgaden holte sie die Bronzemedaille in der Halfpipe. Im Januar 2001 belegte sie bei den Weltmeisterschaften in Madonna di Campiglio den 46. Platz in der Halfpipe. Ihren 12. damit letzten Weltcup absolvierte sie im Januar 2002 in Alpe d’Huez, welchen sie auf dem 80. Platz in der Halfpipe beendete.

## Weltcup-Gesamtplatzierungen
| Saison    | Gesamt | Gesamt | Halfpipe | Halfpipe | Snowboardcross | Snowboardcross |
| Saison    | Punkte | Platz  | Punkte   | Platz    | Punkte         | Platz          |
| --------- | ------ | ------ | -------- | -------- | -------------- | -------------- |
| 1997/98   | 8      | 127.   | 60       | 76.      | -              | -              |
| 1998/99   | 203    | 47.    | 560      | 25.      | 400            | 22.            |
| 1999/2000 | 89     | 64.    | 800      | 22.      | 150            | 54.            |
| 2000/01   | -      | -      | 322      | 54.      | -              | -              |
| 2001/02   | -      | -      | 150      | 63.      | -              | -              |